# Милан Јовановић Батут
Милан Јовановић Батут (Сремска Митровица, 10. октобар 1847 — Београд, 11. септембар 1940) био је српски и југословенски лекар, универзитетски професор, утемељивач Медицинског факултета.

## Биографија
Рођен је у Сремској Митровици пред Мађарску буну у јесен 1847. године, од оца Косте Јовановића трговца колонијалном робом. Мајка је била од Новића, где је припадао песник Јоксим Новић Оточанин. Деда по оцу Србин пореклом "однекуд од Софије", учествовао је у борбама за време Првог српског устанка. Погинуо је славно у боју против Турака на Мишару 1806. године. Удовица баба "Старка Анђа" превела је онда породицу у Срем, да би се скрасили у Митровици. Породица је до 1848. године била имућна па осиромашила, јер је нештедимице помагала Српски покрет. Отац Коста успешни предузимљиви трговац (који је стигао до Хамбурга и о томе оставио дневник са пута) настрадао је несрећним случајем од разбеснелог бика.
Милан је у Митровици похађао основну школу и завршио два разреда реалке. Као средњошколац показао је таленат за цртање. Гимназију је наставио у Панчеву и након годину дана прешао као "благодејанац" у Карловце. Након седмог разреда гимназије у Карловцима, отишао је 1865. године у Осијек, где је матурирао са одличним успехом. Породични пријатељ Светозар Милетић који је рано препознао Јовановићев потенцијал, нудио му је као помоћ стипендију, и то само ако би студирао право. Међутим, младић је свим бићем био окренут медицини, и студије медицине започео је у Бечу, захваљујући материјалној помоћи десеторице грађана Митровице, који су му током прве године давали по две форинте месечно за издржавање. Како није могао да настави студије следећег семестра, био је принуђен да оде у Нови Сад где је три године предавао у реалци, скупљајући новац. Са довољно новца вратио се у аустријску престоницу где је завршио медицину на Бечком универзитету 1878. године. Током студија у Бечу, предавали су му професори који су били славна имена бечке и европске медицине.

### Батут
Када се 1885. године Милан Јовановић вратио са стручног усавршавања по европским престоницама, узео је надимак Батут. Разлог је био у томе што су поред њега у српској јавности, у истој друштвеној улози била још два Милана Јовановића и то лекара. Састали су се њих тројица и узели надимке да би их друштво разликовало. Др Јовановић, родом из банатског села Јарковца прозвао се Морски (као бродски лекар) или Бомбајац (по Индији), други је узео средње слово А (по имену оца), а трећи, Сремац, по презимену некадашњег очевог трговачког компањона - Батут.

## Медицинско-просветни великан
Већ на самом почетку лекарске праксе у Сомбору дошле су до изражаја његове склоности према писаној речи и здравствено-просветном раду. Године 1880. је у том циљу покренуо лист за лекарску поуку народу „Здравље”. Био је то први лист са хигијенско-просветним садржајем на словенском југу. У периоду од 1880. до 1882. године на позив црногорске владе био је начелник Санитетског одељења тамошњег Министарства унутрашњих дела и главни лекар Цетињске болнице. Залагањем др Владана Ђорђевића дошао је у Србију, где је добио државну стипендију за усавршавање у иностранству. Неколико година радио је на водећим медицинским установама Европе тога времена, у Минхену, Берлину, Паризу и Лондону. Последње месеце бављења у Европи провео је у Паризу, где је упознао славног Луја Пастера. Посебно је он проучавао проблеме хигијене и бактериологије. Након специјализације позван је да оснује Катедру за бактериологију на Карловом универзитету у Прагу. Међутим, ову ласкаву понуду одбио је и прихватио место редовног професора на Катедри хигијене и судске медицине на Великој школи у Београду. Предавао је студентима дуги низ година и изградио велики ауторитет као научник и професор. Посебно признање за његов рад био је избор за ректора Велике школе. Карлов универзитет га је 1938. промовисао у почасног доктора.
Једна од највећих заслуга професора Батута била је оснивање Медицинског факултета у Београду. Иако није имао довољну подршку својих колега лекара, професор Јовановић је био истрајан у својим идејама и након вишедеценијске борбе Медицински факултет је основан 1919. године, а Милан Јовановић Батут је постао први декан и професор хигијене на новооснованом факултету.
Поред наставне и научне делатности, професор Батут био је веома активан друштвени радник. Између осталог, био је председник Српског лекарског друштва, Југословенског лекарског друштва, Друштва за чување народног здравља, вишегодишњи члан и председник Главног санитетског савета. На његову иницијативу основано је Министарство народног здравља после Првог светског рата. Такође, био је један од оснивача Српске књижевне задруге. Сарађивао је са Матицом српском, Српским књижевним гласником и био један од првих и најугледнијих сарадника Политике. Један књижевник је приметио у вези писања Батутовог: писао је "Вуковим језиком" а "Доситејевим начином". Имао је велику способност популарисања и приказивања најзамршенијих научних истина.
Здравствено просвећивање народа било је најзначајније животно дело др Милана Јовановића Батута. Та идеја провлачила се кроз његов читав радни век. Објавио је неколико стотина чланака, на десетине брошура и књига. У својим делима истицао је значај породичних вредности, које представљају главни разлог националне пропасти или препорода. Према Батуту породица је темељ снаге и духа народа, раскрсница свих путева и првенствени извор добра и зла у људском друштву.
По биографу Озрену Недељковићу (1940): Батут је наш најзначајнији радник на хигијенском просвећивању народа. Као добра познавалац народног живота умео је свој рад и своје писање да подеси према стварном стању просвећености народа. Простудирао је потребе, осећања и језик нашег народа. Зато су његови списи - пуни поука а писани најчистијим народним језиком - и продрли толико дубоко у народ.
Професор Милан Јовановић Батут је својим вишедеценијским научним и друштвеним радом оставио неизбрисив траг у историји српског народа. Његова одликовања представљају најстарију и историјски веома значајну групу у оквиру Збирке одликовања Архива САНУ.
Преминуо је у Београду 11. септембра 1940. године.
По њему је названа једна улица у Београду.

## Награде
- Орден Светог Саве, I степена, Краљевина Србија[4]
- Орден Светог Саве, II степена[5]
- Орден Светог Саве, III степена[5]
- Национални орден Легије части, IV степен, Француска[4]
- Орден белог лава, III степен, Чехословачка[4]
- Орден књаза Данила I, III степен[5]
- Орден Белог орла, III степена[5]
- Орден Белог орла, IV степена[5]
- Орден Белог орла, V степена[5]
- Орден Српског друштва Црвеног крста[5]
- Орден Југословенске круне, II степена[5]
- Крст милосрђа[5]
- Сребрна медаља Српског друштва Црвеног крста[5]
- Споменица 40-годишњице Светоандрејске скупштине[5]
- Споменица на рат 1912. „Освећено Косово[5]
- Споменица на рат 1913.[5]

Почасни докторати
- Универзитет у Београду[4]
- Свеучилиште у Загребу[4]
- Универзитет у Бечу[4]
- Карлов универзитет[4][6]